# Stefan Lötters
Stefan Lötters (* 3. November 1969 in Menden) ist ein deutscher Biogeograph und Herpetologe. Seine Forschungsschwerpunkte sind Ökologie, Evolution und Systematik. Er arbeitet überwiegend an neotropischen Harlekinfröschen (Atelopus) und Pfeilgiftfröschen (Aromobatidae, Dendrobatidae). Seit einigen Jahren forscht er außerdem am Amphibienpilz Batrachochytrium salamandrivorans, der unter anderem den Feuersalamander in seinem Fortbestand bedroht.

## Leben
Nach seinem Abitur im Jahr 1990 studierte Lötters ab 1991 Agrarzoologie, Biologie, Geographie, Limnologie und Bodenkunde an der Rheinischen Friedrich-Wilhelms-Universität Bonn, wo er 1997 sein Diplom abschloss. Ab April 1997 folgte sein Doktoratsstudium in Bonn, wo er im August 2000 mit der Dissertation Distribution and Diversity of Extant Amphibians, Reptiles, and Mammals in the Departamento Santa Cruz, Bolivia, with GIS zum Doktor der Naturwissenschaften promoviert wurde.
Nach seiner universitären Ausbildung leitete er im Auftrag des Bundesministeriums für Bildung und Forschung von 2000 bis 2001 eine Kampagne für die Biowissenschaften in einer Wissenschafts-PR-Agentur. In den Jahren 2001 bis 2007 wirkte er an der Universität Mainz als Koordinator beim Forschungsprojekt Messung und Monitoring des Wandels der amphibischen Vielfalt in Ostafrika im Rahmen des Programms BIOTA East Africa mit. Gleichzeitig war er Mitorganisator der im Jahre 2005 stattgefundenen Ausstellung Roots - Wurzeln der Menschheit am Rheinischen Landesmuseum in Bonn. Er war von 2005 bis 2007 Postdoc am Institut für Biodiversität und Ökosystemdynamik der Universiteit van Amsterdam. Seit 2007 ist Lötters im Fach Biogeographie an der Universität Trier als Dozent tätig und leitet eine Forschungsgruppe. Im Jahr 2011 habilitierte er und ist seit 2017 apl. Professor für Biogeographie.
Seit 2001 ist er Redakteur bei der Zeitschrift SALAMANDRA und seit 2011 außerdem bei der Zeitschrift PLoS ONE. Seit 2007 ist Lötters Mitglied der Amphibian Specialist Group der Weltnaturschutzunion (IUCN) und seit 2019 der „Atelopus Survival Initiative“. Er ist seit 2010 zudem aktiv im VDI Fachbereich Biodiversität, GVO-Monitoring und Risikomanagement.

## Erstbeschreibungen von Stefan Lötters
Stefan Lötters war an den folgenden Erstbeschreibungen beteiligt:
- Atelopus chocoensis Lötters, 1992
- Ameerega rubriventris (Lötters, Debold, Henle, Glaw & Kneller, 1997)
- Pristimantis llojsintuta (Köhler & Lötters, 1999)
- Pristimantis olivaceus (Köhler, Morales, Lötters, Reichle & Aparicio, 1998)
- Atelopus siranus Lötters & Henzl, 2000
- Rhinella stanlaii (Lötters & Köhler, 2000)
- Andinobates claudiae (Jungfer, Lötters & Jörgens, 2000)
- Dendropsophus delarivai (Köhler & Lötters, 2001)
- Dendropsophus joannae (Köhler & Lötters, 2001)
- Oreobates ibischi (Reichle, Lötters & De la Riva, 2001)
- Atelopus reticulatus Lötters, Haas, Schick & Böhme, 2002
- Atelopus dimorphus Lötters, 2003
- Hyloxalus patitae (Lötters, Morales & Proy, 2003)
- Hyperolius dintelmanni Lötters & Schmitz, 2004
- Finsch-Agame (Agama finchi) Böhme, Wagner, Malonza, Lötters & Köhler, 2005
- Leptopelis crystallinoron Lötters, Rödel & Burger, 2005
- Ameerega yungicola (Lötters, Schmitz & Reichle, 2005)
- Atelopus epikeisthos Lötters, Schulte & Duellman, 2005
- Leptopelis mackayi Köhler, Bwong, Schick, Veith & Lötters, 2006
- Atelopus onorei Coloma, Lötters, Duellman & Miranda-Leiva, 2007
- Atelopus petersi Coloma, Lötters, Duellman & Miranda-Leiva, 2007
- Atelopus oxapampae Lehr, Lötters & Mikael, 2008
- Ameerega boehmei Lötters, Schmitz, Reichle, Rödder & Quennet, 2009
- Phrynobatrachus kakamikro Schick, Zimkus, Channing, Köhler & Lötters, 2010
- Hyperolius veithi Schick, Kielgast, Rödder, Muchai, Burger & Lötters, 2010
- Amietia moyerorum Channing, Dehling, Lötters & Ernst, 2016
- Rhinella kuka Köhler, Vences, Padial, Plewnia & Lötters, 2023

## Dedikationsnamen
Im Jahr 2011 ehrten Ignacio De la Riva, Santiago Castroviejo-Fisher, Juan Carlos Chaparro, Renaud Boistel und Jose M. Padial Lötters im Artepitheton der Krötenart Atelopus loettersi aus Peru.